# Кирпичный стиль
Кирпи́чный стиль — течение в российской архитектуре второй половины XIX — начала XX веков, который отразил тенденцию создания рационально организованного здания.

## Название
Назван по способу отделки фасадов: обнажённая кирпичная кладка — использование натурального цвета и фактуры кирпича без последующей штукатурки или облицовки; также —  облицовка высококачественным кирпичом, включая полихромным, с включением изразцов, терракотовых и каменных деталей.

## История

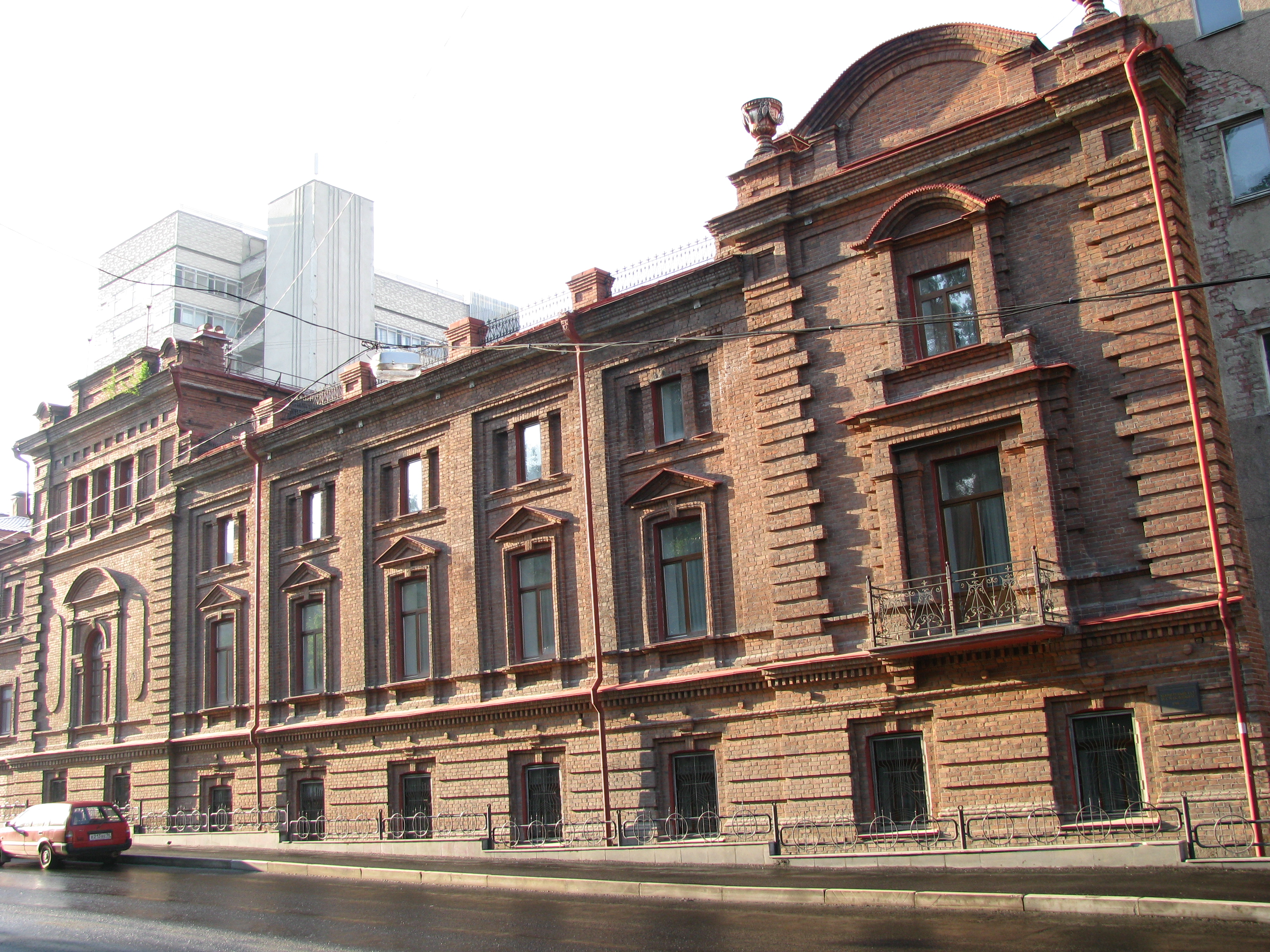
Концертный зал Маклецкого (конец XIX века), Екатеринбург

Использование эстетических качеств кирпича (нем.  Backsteinbau) известно с глубокой древности: в архитектуре древней Месопотамии и Египта, Византии, в частности в постройках Равенны на территории Италии, Ломбардии, в так называемой «кирпичной готике».
В период историзма XIX века фасады зданий из кирпича оставляли в качестве выразительного средства в неовизантийском и неороманском стиле.

Среди источников кирпичного стиля выделяют «архитектуру красного камня» (Backsteinbaukunst; особый кирпичный стиль) К. Ф. Шинкеля и берлинской школы, воплотившаяся в новом тогда стиле неоренессанса в здании Берлинской строительной академии, и рационалистическая концепция неоготики Э. Виолле-ле-Дюка, которая воплощена Х. П. Берлаге в здании Биржи в Амстердаме.

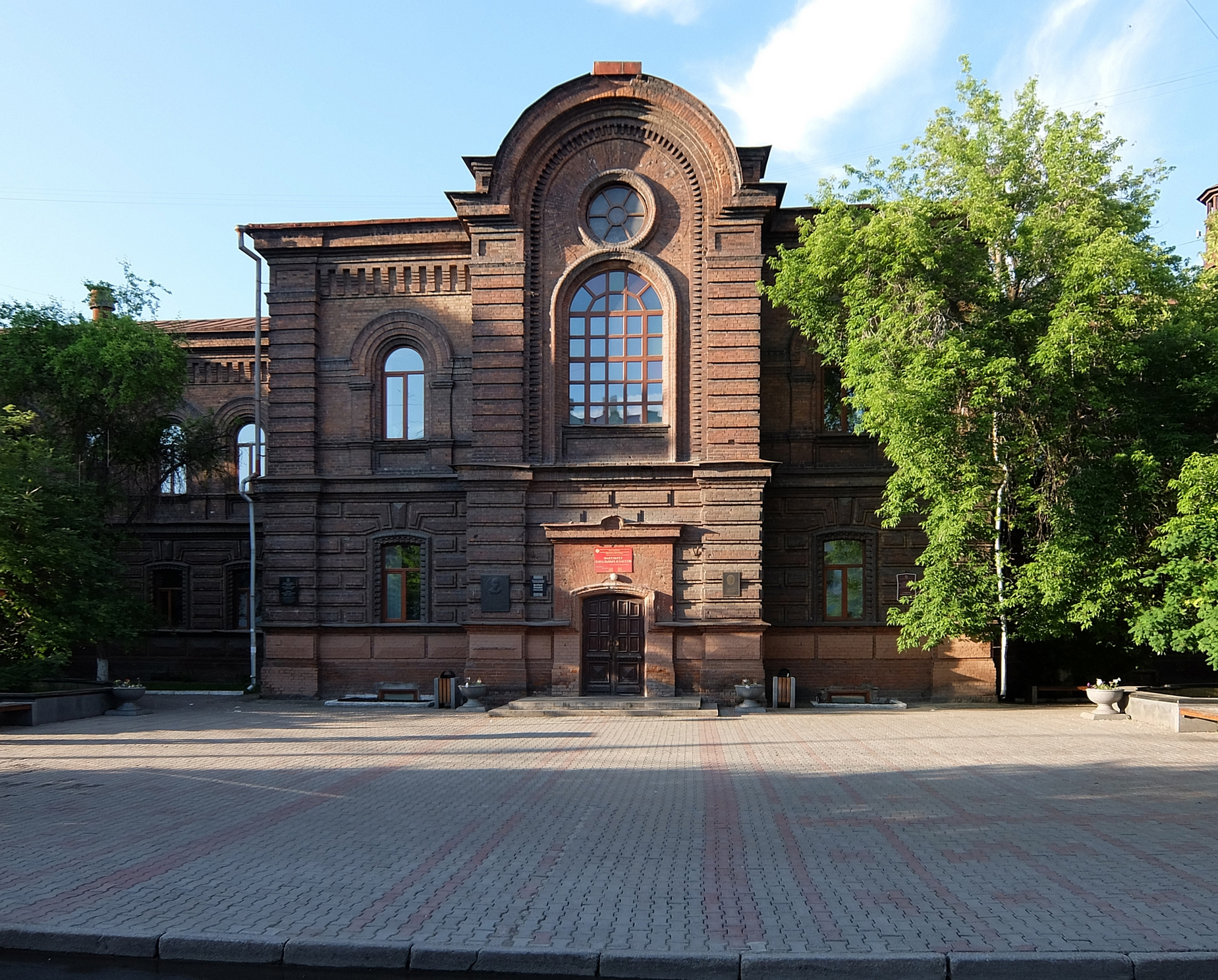
Женская гимназия (1883—1885), Красноярск

Кирпичный стиль сформировался в работах петербургских архитекторов Р. Б. Бернгарда, Г. А. Боссе, Р. А. Желязевича, И. С. Китнера, П. И. Таманского, К. К. Шмидта, и В. А. Шрётера. Также художественные свойства кирпича использовали архитекторы русского стиля — В. О. Шервуд, А. А. Парланд и другие.

### Российская империя
Постройки с неоштукатуренными фасадами встречались в России в конце XVIII века — это были в основном производственные и складские сооружения, казармы, парковые павильоны.

В России термин «кирпичный стиль» использовали, в частности, для описания эклектичных построек Виктора Шрётера. Со временем, отсутствие «отделки стукко» (гипсовой лепнины) вошло в моду и «в кирпиче» стали строить здания, которые ныне относят к рациональному модерну, неоклассицизму, русскому стилю.

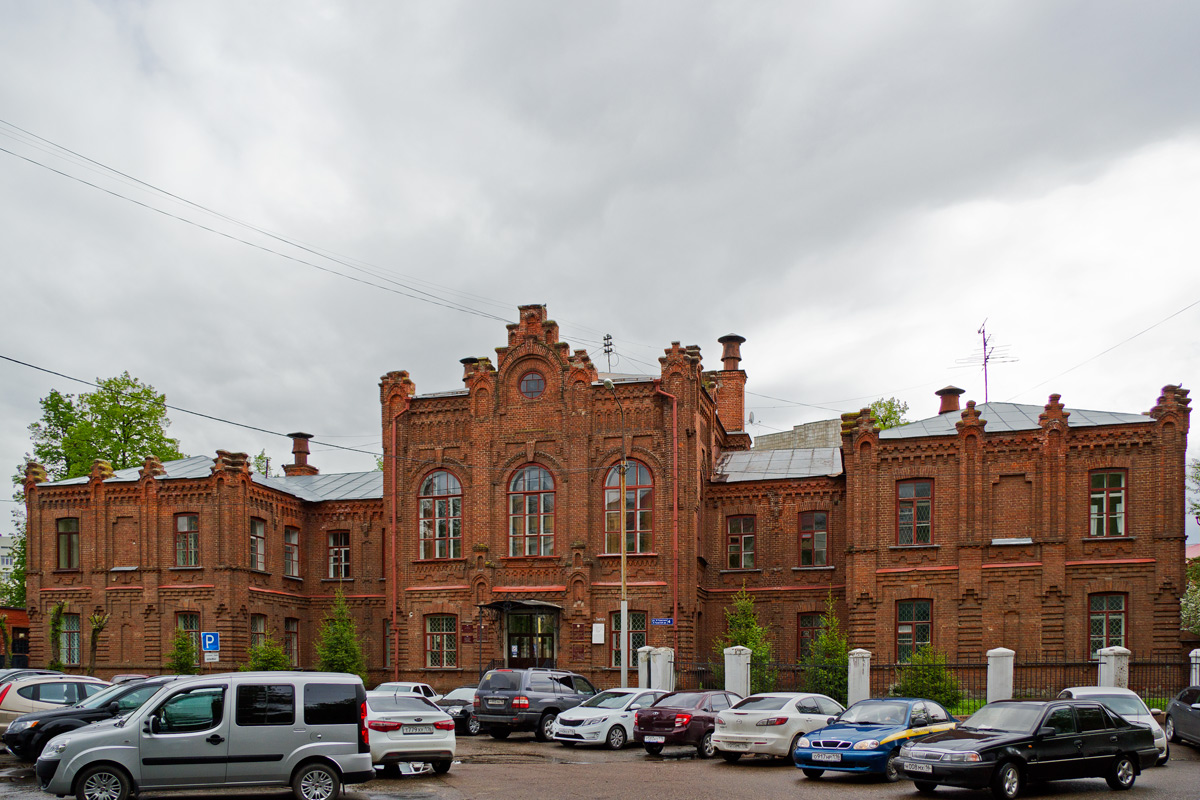
Кожно-венерологический диспансер, Казань.

В большинстве публикаций под кирпичным стилем понимается рационалистическое течение в архитектуре историзма 1830—1880-х годов. Обоснование этому термину в границах рациональной архитектуры дал преподаватель Санкт-Петербургского строительного училища А. К. Красовский. В 1851 году в своей книге «Гражданская архитектура. Части зданий» он писал о рационалистическом направлении в архитектуре, как о взаимосвязи между обликом здания и его функцией.
При отказе от штукатурки декоративное значение приобретала сама кирпичная кладка: фасады выкладывали из полихромного кирпича, глазурованной керамической плитки, изразцов, терракотовых вставок, нередко использовался природный камень. Такие постройки были относительно недороги и более «неприхотливы» в условия российского климата, поэтому быстро приобрели популярность в провинции. Таким образом, кирпичный стиль представляет собой рационализацию историзма для массового и утилитарного строительства.

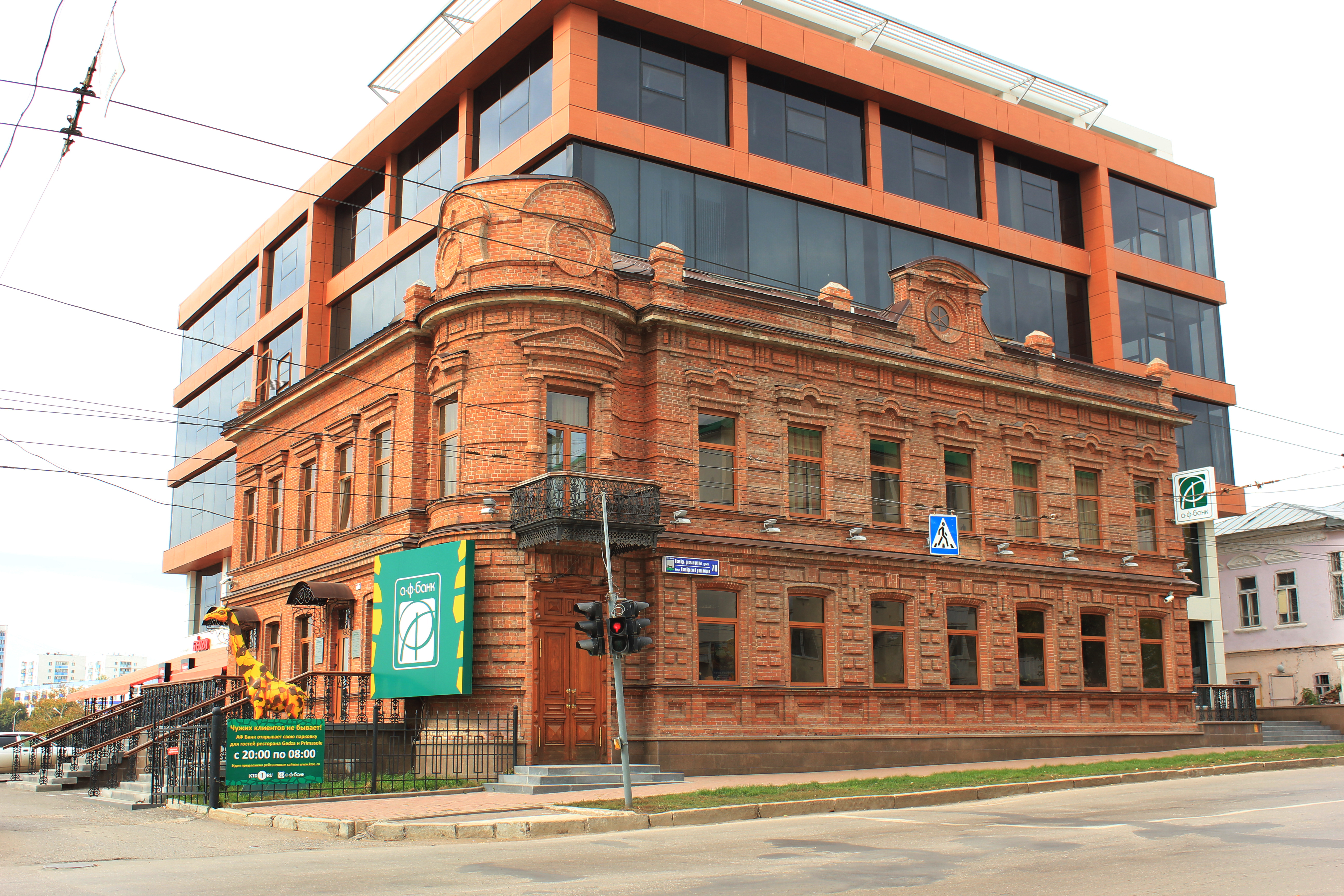
Здание заводоуправления Гутмана в Уфе

Неоштукатуренные здания проектировали такие архитекторы, как Гаральд Боссе, Виктор Шрётер, Иероним и Максимилиан Китнеры, П. П. Наранович, В. В. Хабаров, В. О. Шервуд, Р. Г. Шмелинг, Карл Шмидт, А. Ф. Снурилов. Первыми значительными сооружениями этого стиля в Петербурге стали — жилой дом и фабрика А. И. Ниссена, доходный дом В. Ф. Штрауса (1873—1874 года), дом А. И. Резанова (1870-е года) и др.

### СССР
Фасады из красного кирпича без штукатурки строились в массовой архитектуре жилых домов в 1920-е — 1930-е годы в стиле упрощённого конструктивизма и в архитектуре «рядовых» сталинских домов, в первую очередь довоенных. После выхода постановления о борьбе с «архитектурными излишествами» в 1955 году к «излишествам» была отнесена и штукатурка, а многие строившиеся сталинские дома лишились её, получив народное название «ободранные сталинки». С этого момента и до распада Советского Союза все кирпичные жилые дома (хрущёвки, брежневки и т. д.) и большинство других зданий строились без штукатурки, представляя собой типовые функциональные «коробки» из наиболее массового белого силикатного кирпича. В ряде случаев для украшения фасадов с белым кирпичом сочетали цветной, в первую очередь красный, выкладывая из него отдельные части фасада или настенные узоры.

### Россия
Подобная практика применяется и сейчас при кирпичном и монолитно-кирпичном строительстве массового жилья. К кирпичному стилю вышеперечисленные здания обычно не относят.